# Thomas Helms Verlag
Thomas Helms Verlag est un éditeur spécialisé dans la culture de l'Allemagne du Nord, la préservation des monuments, les études locales et régionales, l'histoire, l'histoire de l'église et de l'art et est basé à Schwerin dans le Mecklembourg-Poméranie-Occidentale.

## Histoire
La maison d'édition est fondée en 1994 par le photographe schwerinois Thomas Helms, qui a déjà réalisé les illustrations de nombreux livres. Entre autres, il travaille pour Henschelverlag (de), Evangelische Verlagsanstalt (de), Union Verlag Berlin (de), Koehler & Amelang, E. A. Seemann, les éditeurs Christiansen, Wachholtz Verlag (de), Edition Temmen (de), Verlag Schnell und Steiner (de) et Knaur. Il se concentre sur la photographie architecturale et s'intéresse particulièrement à l'histoire et aux études régionales du Mecklembourg et de la Poméranie
L'éditeur est membre de l'Association allemande du commerce du livre (de) .

## Programme
Depuis la création de la maison d'édition, qui s'appelait à l'origine Thomasius, plus de 350 titres sont créés, dont beaucoup dans plusieurs éditions, l'accent étant mis, entre autres, sur l'histoire régionale, culturelle, architecturale, ecclésiale et artistique de la région du Mecklembourg et Poméranie-Occidentale. Il existe également un certain nombre de titres sur l'histoire contemporaine de l'Allemagne du Nord. Le programme comprend à la fois des titres scientifiques et des publications de vulgarisation scientifique. La série « Beiträge zur Architekturgeschichte und Denkmalpflege in Mecklenburg und Vorpommern », éditée par Sabine Bock, comprend désormais seize publications importantes, dont certaines en plusieurs volumes. La série « Beiträge zur pommerschen Landes-, Kirchen- und Kunstgeschichte » fondée par. Norbert Buske (de) compte déjà 18 titres et dans la série « Geschichte. Architektur. Kunst. Beiträge zu den Kulturlandschaften Mecklenburg und Vorpommern », quatre volumes sont publiés. En janvier 2022, la première partie de la publication en plusieurs volumes de Sabine Bock estpubliée : « Herrenhäuser. Manor Houses : Entwicklung eines Bautyps ».

## Auteurs et éditeurs
Les auteurs et éditeurs de la maison d'édition sont Axel Attula, Michael Buddrus (de), Adrian Bueckling (de), Norbert Buske (de), Bodo von Dewitz (de), Otto Emersleben (de), Dieter Greve, Hellmut Hannes (de), Ulrich Hermanns, Johannes Hinz, Max Reinhard Jaehn (de), Volker Janke, Bernd Kasten, Otto Kindt (de), Ingrid Lent, Günter Möbus (de), Ernst Münch (de), Christian Nieske, Frank Pergande (de), Haik Thomas Porada (de), Hans Reddemann (de), Fred Ruchhöft, Dirk Schleinert, Manfred Schukowski (de), Horst Wernicke (de), Rainer Wiedemann et bien d'autres.